# Yasukazu Tanaka
Yasukazu Tanaka (田中 雍和, Tanaka Yasukazu, né le 15 juin 1933) est un footballeur japonais.